# Upstall

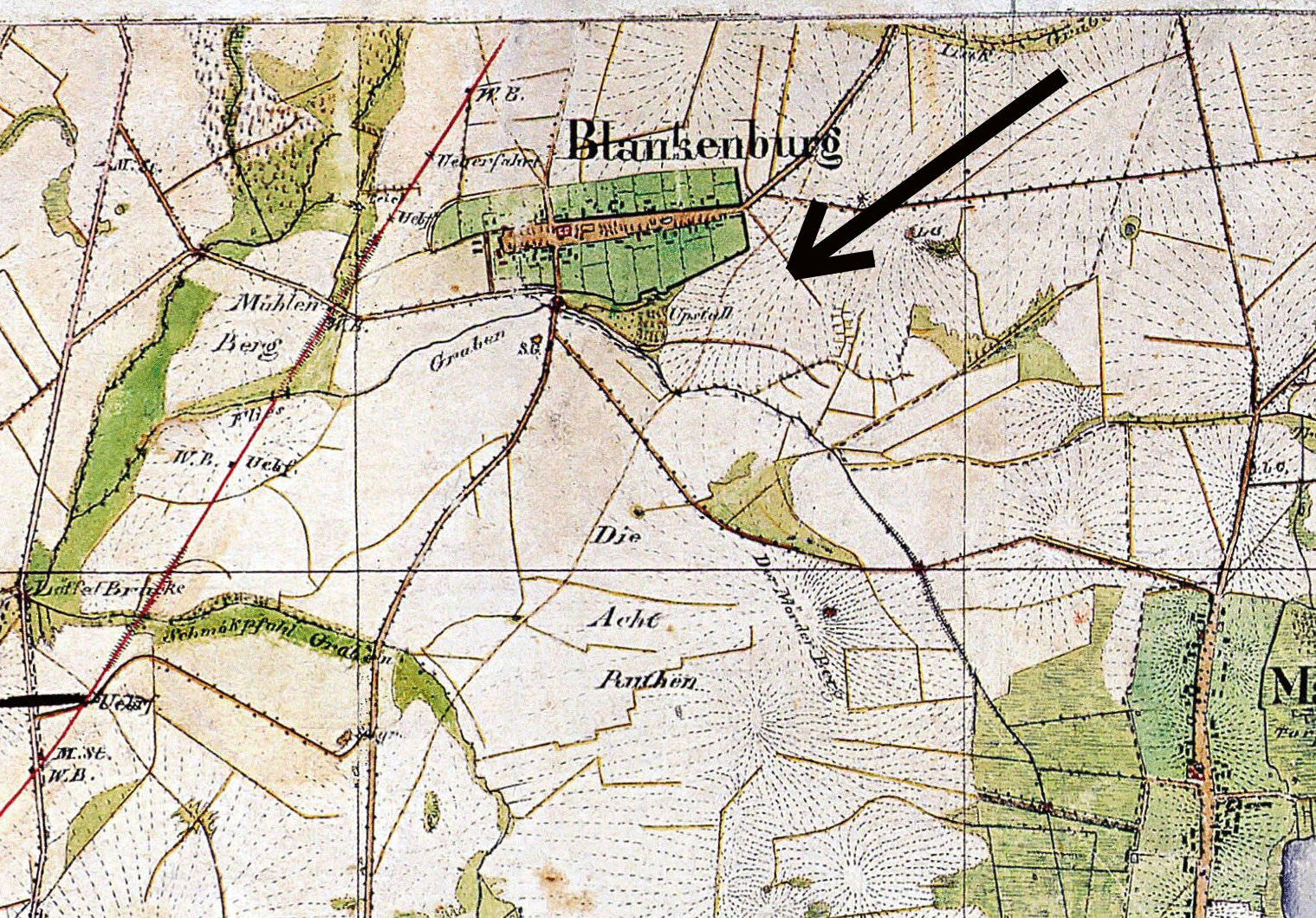
Lage des Upstalls in Blankenburg (1840)

Upstall, auch Uppstall, Up-Stall, in anderen Regionen Nachtweide, ist ein eingegrenztes Feldstück, das in Sommernächten dem Zugvieh als Weide diente.
Nachtweide ist insbesondere ein veralteter Rechtsbegriff für eine Weide, auf der die Tiere nur nachts weiden durften. Sie war insbesondere jenen Zugtieren vorbehalten, die tagsüber zur Ackerbestellung und im Fuhrbetrieb benötigt wurden und daher abends und nachts weiden konnten, wenn eine Stallfütterung nicht erfolgte.
Im Siedlungsgebiet des Flämings und seiner weiteren Umgebung ist Upstall dafür gebräuchlich. Eine bildliche Darstellung findet sich auf einem Gemälde von 1780 aus der Gegend nahe Berlins. Das Wort „Upstall“ ist flämisch-brabantischen Ursprungs und wird als eingezäuntes Flurstück übersetzt, das die Dorfgemeinschaft als gemeinsames Weidegebiet nutzt. Teilweise ist jedoch der deutsche Name Nachweide oder Nachhutung gebräuchlich und ist in dieser Form als Flurname nachweisbar.
Heutzutage ist der Begriff oft als Bezeichnung für erschlossene Stadt- oder Ortsgebiete zu finden, die auf einer ehemaligen Nachtweide errichtet wurden. Die so entstandenen Namen der Flurstücke sind noch häufig als Straßenname erhalten oder werden bei der Benennung von neu angelegten Straßen übernommen. Im märkischen Umland von Berlin ist es eine häufige alte Flurbezeichnung. Insbesondere ist der Name im Fläming südlich von Berlin verbreitet. Hier siedelten mit dem Landesausbau im vormaligen Grenzgebiet zu den Slawen Flamen schon seit dem 13. Jahrhundert. Den Begriff findet man auch in Sachsen-Anhalt, Brandenburg, Mecklenburg bis nach Pommern. In anderen Gebieten ist eher Nachtweide in Gebrauch.

„Upstall, ein Bruch, Moor, oder Weideland mit einer leichten, offenen Verzäunung und zur Vieweide benutzt, vor dem Halleschen Thore rechts, zwischen ihm und dem Kreuzberge, am Wege zu diesem. Ein anderer Upstall ist vor dem Frankfurter Thore, rechts neben der Chaussee, zwischen dem Wege nach Bockshagen und Friedrichsfelde. Der Name scheint eine immer offene Verzäunung bezeichnen zu sollen.“